# Gladiolus longicollis
Gladiolus longicollis är en irisväxtart som beskrevs av John Gilbert Baker. Gladiolus longicollis ingår i släktet sabelliljor, och familjen irisväxter.

## Underarter
Arten delas in i följande underarter:
- G. l. longicollis
- G. l. platypetalus